# La Plata County
La Plata County is een county in de Amerikaanse staat Colorado.
De county heeft een landoppervlakte van 4.383 km² en telt 43.941 inwoners (volkstelling 2000). De hoofdplaats is Durango.